# بخش کوزوفاتوفسکی
بخش کوزوفاتوفسکی (به لاتین: Kuzovatovsky District) یک منطقهٔ مسکونی در روسیه است که در استان اولیانوفسک واقع شده‌است.